# 余部村 (兵庫県城崎郡)
余部村（あまるべむら）は、兵庫県城崎郡にあった村。現在の美方郡香美町香住区余部・香住区鎧にあたる。

## 地理
- 海洋： 日本海
- 岬： 伊笹岬
- 山岳： 久斗山、蓮台山

## 歴史
- 1889年（明治22年）4月1日 - 町村制の施行により、美含郡余部村・鎧村の区域をもって発足。
- 1896年（明治29年）4月1日 - 所属郡が城崎郡に変更。
- 1955年（昭和30年）3月25日 - 奥佐津村・口佐津村・香住町・長井村と合併して香住町が発足。同日余部村廃止。

## 村長
- 伊賀定盛（1947年 - ）

## 交通

### 鉄道路線
- 日本国有鉄道
  - 山陰本線
    - 鎧駅

現在は旧村域に餘部駅が所在するが、当時は未開業。

### 道路
- 国道178号